# HD5303
HD5303 — хімічно пекулярна зоря спектрального класу F, що має видиму зоряну величину в смузі V приблизно  7,6.
Вона  розташована на відстані близько 281,2 світлових років від Сонця.